# Trận Leuctra
Trận Leuctra (hay còn đọc là Lớt) là trận đánh nổi tiếng giữa quân Thebes và quân Sparta năm 371 TCN, chiến thắng của người Thebes đã hủy hoại danh tiếng của đội hình phalanx Sparta và thiết lập sự thống trị của Thebes trên lãnh thổ Hy Lạp cổ đại. Danh tướng Epaminondas đã dùng chiến thuật "đánh dọc sườn" (oblique order) để đập tan tác quân Sparta. Đây là một chiến thắng quyết định của quân Thebes, cho thấy sự đổi mới lớn lao của nền chiến thuật Hy Lạp cổ đại.
Trong thế kỷ IV TCN, chiến tranh diễn ra liên miên giữa các thành bang của Hy Lạp cổ đại. Sau cuộc chiến tranh Peloponnesus, Sparta và các đồng minh đã đánh bại Athens. Sau đó những cuộc chiến liên tiếp xảy ra giữa Thebes và Sparta, trận Leuctra diễn ra trong bối cảnh này, một trong những cuộc chiến tranh thành bang cuối cùng của Hy Lạp cổ đại trước khi bị quân Macedonia thôn tính. Epaminondas - vị danh tướng thắng trận tại Leuctra - trở thành nhà chiến thuật xuất sắc nhất của thời đại.

## Tình hình trước trận chiến
Xứ Thebes trước khi bước vào chiến tranh với Sparta tuy có mạnh hơn trước, nhưng so với xứ Sparta thì họ cũng chưa thể xếp vào đối thủ ngang hàng. Trong các tiểu quốc của Hy Lạp ở thời bấy giờ, xét về lực lượng quân sự, Sparta luôn đứng ở vị trí nhất nhì. Chủ nghĩa quân phiệt Sparta từ lâu đã phát triển hùng mạnh. Có thể nói cả xứ Sparta là một trại lính khổng lồ, mà ở đấy tất cả các công dân tự do của Sparta phải tham gia nghĩa vụ quân sự một cách vô điều kiện. Từ 7 đến 20 tuổi, người Sparta đã buộc phải đến sống tập trung ở các trại lính, ở đấy họ được rèn luyện chu đáo về thể lực và quân sự, trong một thứ kỷ luật rất nghiêm khắc. Rồi từ 20 đến 60 tuổi, họ chính thức trở thành những người lính và gần như phải thường xuyên phục vụ trong quân ngũ.
Tất nhiên người Sparta cũng được lập gia đình, sinh con đẻ cái, nhưng để bảo đảm có được những công dân khỏe mạnh, sau này cung cấp cho quân đội những chiến binh tốt, nhà nước chỉ cho phép họ nuôi những con lành lặn, còn những trẻ ốm yếu hoặc dị dạng thì... buộc phải thủ tiêu ngay thừ lúc mới sơ sinh.
Với sự chọn lọc khắc nghiệt và đặc biệt như vậy, nhà nước Sparta đã luôn luôn có trong tay một lực lượng quân sự hùng hậu và nhờ vậy Sparta đã nhiều phen nhảy lên vũ đài của Hy Lạp với tư cách là thủ lĩnh của một liên minh, đứng ra tranh quyền bá chủ.
Khi quân đội bên sắp sửa gặp nhau ở cánh đồng  Leuctra, Leuctra là một cánh đồng gần thành phố Thebes, thuộc vùng Boeotia. Quân Sparta từ xa hành quân tới còn quân Thebes bố trí đội hình để đối phó.

## Lực lượng tham chiến
Bước vào trận đánh, Sparta đã hơn hẳn đối phương ưu thế lực lượng. Họ có 10 000 bộ binh nặng và 1 000 kỵ binh.
Còn Thebes quân số chỉ có là 6 000 bộ binh và 1 000 kỵ binh 

## Thế trận
Quân Sparta có lực lượng đông hơn gấp rưỡi và đang trên đà chiến thắng, họ mới đánh bại cả thành bang Athens hùng mạnh. Vua Sparta là Cleombrotus I bố trí kỵ binh ở phía trước, bộ binh theo đội hình phalanx  12 hàng ngang ở phía sau, trong đó những binh lính thiện chiến nhất tập trung ở cánh phải  nhằm tạo mũi đột kích mạnh vào cánh trái của đối phương. Nhận ra cách bố trí của vua Cleombrotus I, tướng Thebes là Epaminondas đã bố trí đội hình tác chiến như sau:
- Cánh trái không bố trí đội hình phalanx thông thường mà dày đặc hơn nhiều với 50 hàng ngang.
- Cánh phải chỉ bố trí đội hình phalanx với 8 hàng ngang.
- Toàn bộ đội hình tạo thành một tuyến nghiêng từ trái qua phải và chếch dần về phía sau.

Ý đồ chiến thuật của Epaminondas rất rõ ràng: cánh phải tìm cách kiềm chế đối phương còn cánh trái sẽ tập trung tiêu diệt quân chủ lực Sparta rồi sau đó tiêu diệt nốt cánh trái của đối phương để kết thúc trận đánh.

## Diễn biến

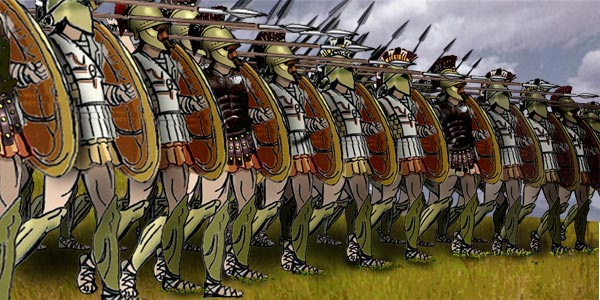
Một phalanx Hy Lạp cổ đại

Trận đánh mở màn bằng cuộc giao chiến của lực lượng kỵ binh với kết quả là quân Sparta bị đẩy lui. Tiếp đó, vua Cleombrotus I tung bộ binh nặng đột phá cánh phải có lực lượng mỏng của quân Thebes. Quân Thebes tuy bị đẩy lui do lực lượng yếu hơn nhưng vẫn giữ được đội hình chiến đấu để cầm cự theo đúng ý đồ của Epaminondas. Lúc này tuyến nghiêng của quân Thebes càng rõ rệt do cánh phải lùi dần về phía sau. Trong khi đó, ở cánh bên kia, với mật độ dày đặc và thiện chiến hơn, quân Thebes đã giáng cho chủ lực Sparta những đòn mạnh mẽ. Quân Sparta ở cánh phải mặc dù thiện chiến và đã cố gắng cầm cự nhưng cuối cùng vẫn tan vỡ với khoảng 1.000 binh sĩ tử thương trong đó có cả vua Cleombrotus I. Lúc này, do đội hình đã hình thành một tuyến nghiêng nên cánh trái của Epaminondas đã thực hiện được việc đánh tạt sườn cánh trái quân Sparta. Đòn đánh tạt sườn này được phối hợp bởi cuộc phản công ở chính diện và mũi kỵ binh tập hậu đã dẫn đến chiến thắng hoàn toàn của quân Thebes. Cánh trái quân Sparta chủ yếu gồm những binh sĩ trong liên minh với tinh thần chiến đấu không cao, khi thấy cánh phải bị phá vỡ đã nhanh chóng rút lui, nhường quyền kiểm soát chiến trường cho bộ đội của Epaminondas. Thiệt hại của Sparta chắc sẽ không dừng ở con số khoảng 2.000 binh sĩ nếu một đội quân Thessaly không kéo tới, họ đã thuyết phục quân Sparta rút lui có trật tự cũng như thuyết phục Thebes dừng truy kích tàn quân Sparta.

## Đội thần binh Thebes
Nhiều tài liệu cho rằng, ở trận đánh Leuctra, thắng lợi của danh tướng Epaminondas trong việc đánh tan cánh phải của vua Cleombrotus I có vai trò rất quan trọng của Đội thần binh Thebes do mãnh tướng Pelopidas chỉ huy. Đây là đội quân có 300 người được chọn lọc, gồm 150 cặp cựu binh - phụ tá thân cận nhiều năm. Từng cặp một được sắp xếp để chiến đấu sát cánh bên nhau và do vậy sức mạnh tăng lên đáng kể nhờ sự dũng cảm được nhân lên.

## Ý nghĩa lịch sử
Với chiến bại tại Leuctra thì chủ nghĩa quân phiệt Sparta suy vong. Sau trận thắng này, danh tướng Epaminondas sẽ còn đập tan tác quân Sparta trong trận Mantinea (362 TCN). Ông hy sinh trong trận đánh này. Các nhà nghiên cứu khoa học quân sự đánh giá về trận Leuctra với những phát triển trong nghệ thuật quân sự như sau:
- Epaminondas đã phối hợp hài hòa giữa thế ngăn, thế kìm và thế công trong việc lập thế trận để tạo thành một trận đánh tiêu diệt lớn.
- Epaminondas đã dùng chiến thuật tập trung lực lượng, nghĩa là tập trung lực lượng ưu thế ở nơi quyết định nhằm đánh đòn quyết định cục diện trận đánh. Ghi nhận về cống hiến quân sự của Epaminondas, nhà cách mạng Friedrich Engels đã đánh giá: "Epaminondas là người đầu tiên phát hiện ra nguyên tắc chiến thuật vĩ đại, mà cho đến ngày nay nó vẫn được vận dụng để giành thắng lợi trong hầu hết các trận quyết chiến, đó là: phân phối bộ đội không đồng đều trên toàn chiến tuyến nhằm mục đích tập trung lực lượng cho đòn tấn công chủ yếu trên đoạn quyết định".[11]
- Chiến thuật này được gọi là "đánh dọc sườn" (oblique order), giúp ông đánh tan tác quân Sparta. Thực chất theo Hoàng đế Pháp là Napoléon Bonaparte, trước thời Epaminondas, Hoàng đế Cyrus Đại Đế nước Ba Tư đã dùng chiến thuật ấy trong trận Thymbra (547 TCN).[12] Và, ở thời kỳ cận đại, chiến thuật này trở nên danh tiếng, nhưng gắn liền với tên tuổi của một vị Đại Danh tướng (Great Captain) trong lịch sử là nhà vua Friedrich II Đại Đế nước Phổ, vị vua này đã răn dạy về chiến thuật này và giành chiến thắng hiển hách trong trận đánh lớn tại Leuthen (1757).[13][14] Thực chất, chính vua Friedrich II Đai Đế đã học hỏi chiến thuật của Epaminondas trong trận đánh tại Leuctra này mà áp dụng thành công.[15]